# Michał Perłowski
Michał Perłowski (ur. w 1903) – kierownik referatu sytuacji w Niemczech wydziału zachodniego Sekcji Politycznej Departamentu Spraw Zagranicznych Delegatury Rządu na Kraj, w latach 1931–1936 attaché poselstwa RP w Berlinie, następnie w Departamencie Polityczno-Ekonomicznym MSZ. 
Po wojnie mieszkał w Szwajcarii. 